# You Know What Sailors Are (1954)
You Know What Sailors Are é um filme britânico dirigido por Ken Annakin e lançado em 1954.